# Barycheloides alluviophilus
Barycheloides alluviophilus – gatunek pająków z infrarzędu ptaszników i rodziny Barychelidae. Występuje endemicznie na Nowej Kaledonii. Zasiedla okresowo zalewane lasy deszczowe na nizinach.

## Taksonomia
Gatunek ten opisany został po raz pierwszy w 1994 roku przez Roberta Ravena. Jako lokalizację typową wskazano Rivière Bleue w Prowincji Południowej Nowej Kaledonii. Epitet gatunkowy oznacza „lubiący aluwia” i nawiązuje do preferencji siedliskowych gatunku.

## Morfologia
Samice osiągają 25 mm, a samce 22 mm długości ciała. Karapaks jest duży, długości od 10 do 12 mm, w zarysie prawie jajowaty, ubarwiony pomarańczowobrązowo, u samic porośnięty tylko włoskami brązowymi, u samców zaś brązowymi i srebrnymi. Jamki karapaksu są krótkie, szerokie i silnie zakrzywione. Szczękoczułki u samca są pomarańczowobrązowe, u samicy ciemnorudobrązowe. Szczecinki na szczękoczułkach są czarne. Bruzda szczękoczułka u samca ma 9 dużych i małych zębów na krawędzi przedniej, od 10 do 15 ziarenek w części środkowo-nasadowej i falisty szereg 9 małych ząbków w części środkowo-odsiebnej. Bruzda szczękoczułka u samicy ma 5 dużych i 3 małe zęby na krawędzi przedniej oraz, od 10 do 15 ziarenek w części środkowo-nasadowej i szereg 10 małych ząbków w części środkowo-odsiebnej. Rastellum wykształcone jest w formie szerokiego, wysokiego, stożkowatego wyrostka uzbrojonego w od 10 do 15 krótkich kolców. Szczęki u samca zaopatrzone są w od 8 do 9, a u samicy w od 3 do 6 tępych kuspuli. Odnóża są pomarańczowobrązowe, pozbawione obrączkowania. Samica ma od 10 do 20 cierni bazyfemoralnych na przednio-bocznych powierzchniach ud dwóch początkowych par odnóży i tylno-bocznych powierzchniach ud dwóch końcowych par odnóży. Na udach i rzepkach dwóch ostatnich par odnóży brak jest cierniowatych kolców. Pazurki u samca mają cztery ząbki w przypadku pary pierwszej i są bezzębne w przypadku pary ostatniej. U samicy pazurki pierwszej pary odnóży mają pięć ząbków. Opistosoma (odwłok) jest z wierzchu brązowa z białym nakrapianiem, które u samca formuje cztery pary, a u samicy trzy pary ukośnych linii. Spód opistosomy jest u samca jasny z kilkoma brązowymi znakami z tyłu, u samicy zaś jasny z brązowymi bokami oraz dwiema poprzecznymi, brązowymi liniami pośrodku. Genitalia samicy mają dwie spermateki, każda o formie szerokiego guzka, z którego nasadowej części grzbietowej powierzchni wyrasta smukły płatek. Nogogłaszczki samca mają cymbium złożone z dwóch różnie zbudowanych płatów i lekko wcięte w części tylno-bocznej, szeroko-gruzkowaty bulbus oraz u nasady delikatnie pobrużdżony, a w części odsiebnej zaopatrzony w kile przechodzące w niemal zamkniętą rynienkę embolus.

## Ekologia i występowanie
Pająk ten występuje endemicznie w rezerwacie Parc provincial de la Rivière Bleue na terenie gminy Yaté w Prowincji Południowej Nowej Kaledonii. Zasiedla tam okresowo zalewane lasy deszczowe na nizinie, na wysokości od 150 do 160 m n.p.m.
Ptasznik ten buduje rurkowatą norkę o falistym przebiegu, prawie pionowej orientacji, pozbawioną odgałęzień, osiągającą od 12 do 18 cm głębokości. Wlot norki zamknięty jest grubą zatyczką.
Występuje on sympatrycznie z pokrewnym Barycheloides rufofemoratus.